# Chevron Island
Chevron Island är en ö i Australien. Den ligger i delstaten Queensland, omkring 70 kilometer sydost om delstatshuvudstaden Brisbane.
Runt Chevron Island är det i huvudsak tätbebyggt. Genomsnittlig årsnederbörd är 1 801 millimeter. Den regnigaste månaden är januari, med i genomsnitt 320 mm nederbörd, och den torraste är oktober, med 41 mm nederbörd.